# Жабець
Жабець (пол. Żabiec) — село в Польщі, у гміні Пацанув Буського повіту Свентокшиського воєводства.
Населення — 394 особи (2011).
У 1975-1998 роках село належало до Келецького воєводства.

## Демографія
Демографічна структура на день 31 березня 2011 року:
|          | Загалом | Допрацездатний вік | Працездатний вік | Постпрацездатний вік |
| -------- | ------- | ------------------ | ---------------- | -------------------- |
| Чоловіки | 186     | 42                 | 119              | 25                   |
| Жінки    | 208     | 45                 | 104              | 59                   |
| Разом    | 394     | 87                 | 223              | 84                   |